# Арахидоновая кислота
Арахидоновая кислота — органическое соединение, омега-6-ненасыщенная жирная кислота. Для некоторых животных является незаменимой, например для кошек. Человеческий организм может самостоятельно синтезировать её из незаменимой омега-6-ненасыщенной линолевой кислоты.

## Свойства
Арахидоновая кислота — бесцветная маслянистая жидкость, легко окисляется кислородом воздуха.

## Биохимическое значение
В составе липидов арахидоновая кислота присутствует в мозге, печени и молочном жире млекопитающих. В фосфолипидах надпочечников арахидоновая кислота составляет около 20 % от суммы жирных кислот. В плазматической (внешней) мембране гепатоцитов (клеток печени) арахидоновой кислоты содержится 11 %, в наружной и внутренней мембранах митохондрий гепатоцитов — 15,7 % и 18,5 % от суммы жирных кислот соответственно. При гидрировании арахидоновая кислота образует арахиновую кислоту, встречающуюся в маслах бобовых растений, в частности — арахиса.
Метаболиты арахидоновой кислоты являются эндогенными лигандами каннабиноидных рецепторов. Наиболее важные из них — продукты неокислительного метаболизма арахидоновой кислоты, арахидонилэтаноламид (анандамид) и 2-арахидоноилглицерин (2-AG) Оба соединения выполняют функции нейромодулятора и нейромедиатора и являются эндогенными каннабиноидами.

## Применение в сельском хозяйстве
Предложена и испытана как эффективная добавка к средствам химической защиты растений от сельскохозяйственных вредителей и сорных растений. При добавлении арахидоновой кислоты к известным гербицидам в количестве 0,1-20,0 мг/га посадки или 0,5-10000,0 мг/т посевного материала, установлено достоверное снижение угнетающего действия различных гербицидных композиций на развитие сельскохозяйственных растений, повышение урожайности овощных и зерновых культур на 25 %, снижение накопления токсичных веществ в растениях и в почве, их миграции. Скорость разложения токсичных веществ в растениях увеличивалась в 2,2 раза, а на почве — в 1,9 раз, в сравнении с аналогичным препаратом, не содержащим арахидоновой кислоты.